# Federico Borromeo (1564-1631)
Pour les articles homonymes, voir Borromeo et Federico Borromeo.
Federico Borromeo, francisé en Frédéric Borromée, né le 16 août 1564 à Milan et mort le 21 septembre 1631, est un prélat italien, qui fut cardinal archevêque de Milan de 1595 à 1631. Il fonda dans cette ville vers 1600 la célèbre bibliothèque Ambrosienne. Il était le cousin de Charles Borromée, qui le précéda sur le siège épiscopal de la capitale lombarde.

## Formation
Il fit ses études à Pavie auprès du Collège Borromée, obtenant ses diplômes en théologie et en droit. Il reçut les ordres mineurs dans le clergé diocésain, et se rendit à Rome en 1585  pour poursuivre des études classiques. Il devint prêtre fin 1593.

## Archevêque de Milan
Créé cardinal par Sixte V (Felice Peretti) le 18 décembre 1587 (à 23 ans seulement) avec le titre de Santa Maria in Domnica puis en 1589 au titre de Santi Cosma e Damiano et archevêque de Milan le 24 avril 1595 à 31 ans, il suivit néanmoins l'exemple de son prédécesseur et cousin Charles en maintenant la discipline du clergé, en fondant des églises et des collèges à ses frais, en appliquant les règles édictées au concile de Trente, et en donnant l'exemple d'une grande charité pendant la période de famine de 1628 et l'épidémie de peste de 1630.
Durant son long cardinalat, il participa à huit conclaves, notamment ceux qui élurent Clément VIII, Paul V, Urbain VIII. Il poussa son cousin et successeur Cesare Monti à embrasser la vie ecclésiastique.
Peu de temps avant sa mort, il rédige De pestilentia (en italien La peste di Milano), recueil de ses observations et réflexions sur la peste de Milan, un témoignage historique de première main sur l'épidémie de peste de Milan de 1630.
Il mourut à Milan le 21 ou le 22 septembre 1631. La ville de Milan lui a érigé une statue devant l'Ambrosienne, en 1865.

## Bibliothèque Ambrosienne
En 1607 le cardinal Federico Borromeo fonda à Milan, le collège Ambrosiano et la bibliothèque Ambrosienne, inaugurés en 1609. Pour acquérir des livres devant constituer le fonds de la bibliothèque Ambrosienne, le cardinal Borromeo avait envoyé Antonio Olgiati visiter l'Allemagne, la Belgique, les Pays-Bas et la France. Antonio Salmazia s'est établi à Corfou pour acheter des livres grecs, et Francesco Bernardino Ferrari a pu acquérir un grand nombre de livres pendant son voyage à travers l'Italie et l'Espagne.
À son ouverture, en 1609, la bibliothèque contient environ 15 000 manuscrits et 30 000 ouvrages imprimés. Les différentes catégories montrent l'orientation religieuse de la bibliothèque. Le personnel de la bibliothèque est réparti entre deux collèges, la Congregazione dei Conservatori et le Collegio dei Dottori. Federico Borromeo s'était réservé la charge de conservateur en chef. Le trésorier était un prévôt de la Congrégation des oblats. Quatre conservateurs sont des membres du chapitre de la cathédrale ou d'une des paroisses de la ville. Le Collegio dei Dottori est un groupe d'érudits et de chercheurs résidents recevant une pension, présidé par un préfet. Federico Borromeo a confié à différentes personnes savantes des thèmes de recherches. Neuf érudits ont été reçus comme docteurs en 1609 : Antonio Olgiati, en langue et éloquence latine, Antonio Giggei, en langue et littérature arabe, persane et hébraïque, Francesco Bernardino Ferrari pour l'Antiquité ecclésiastique et profane, Antonio Rusca et Francesco Collio pour la théologie, Giuseppe Visconti pour l'histoire sainte, Antonio Salmazia pour la traduction du grec au latin, Benedetto Sossago pour la poésie, Giuseppe Ripamonti, historiographe. Antonio Olgiati a été le premier préfet de la bibliothèque Ambrosienne et président du collège des docteurs.
Par la grande étendue des collections, le nombre et le prix des manuscrits, l'Ambrosienne est indubitablement une des premières bibliothèques italiennes et du monde. Elle eut d'illustres bibliothécaires, l'historien Ludovico Antonio Muratori, Giuseppe Antonio Sassi, Giovanni Andrea Irico, le cardinal Angelo Mai, Antonio Maria Ceriani, le cardinal Giovanni Mercati et Achille Ratti devenu pape sous le nom de Pie Xl.
En 1618, Borromeo décora la Bibliothèque d'un ensemble de statues et de cadres, d'où l'appellation Quadreria Ambrosiana qui deviendra ensuite Pinacothèque Ambrosienne. Le but de la Quadreria était de créer une structure de soutien à la nouvelle Académie Ambrosienne, créée par Borromée en 1621, dont Giovanni Battista Crespi (le Cerano) était premier président.
Frans Snijders, peintre flamand spécialiste de natures mortes et de peinture animalière, fut introduit auprès de lui en septembre 1608 par Jan Bruegel de Velours.

## Autres contributions artistiques
Il fit ériger le Colosse de Saint Charles Borromée à Arona ; il embellit aussi le Dôme de Milan, où il fut enseveli devant l'autel de la Madone de l'Arbre.

## Cité par Manzoni
Le De pestilentia (La peste di Milano) de Borromeo est utilisé comme source principale par Alessandro Manzoni  dans son roman publié en 1827 I promessi sposi (Les Fiancés). Manzoni décrit Milan ravagé par la peste avec des notes de renvoi au texte de Borromeo dont il exalte la noble figure d'humaniste.

## Œuvres

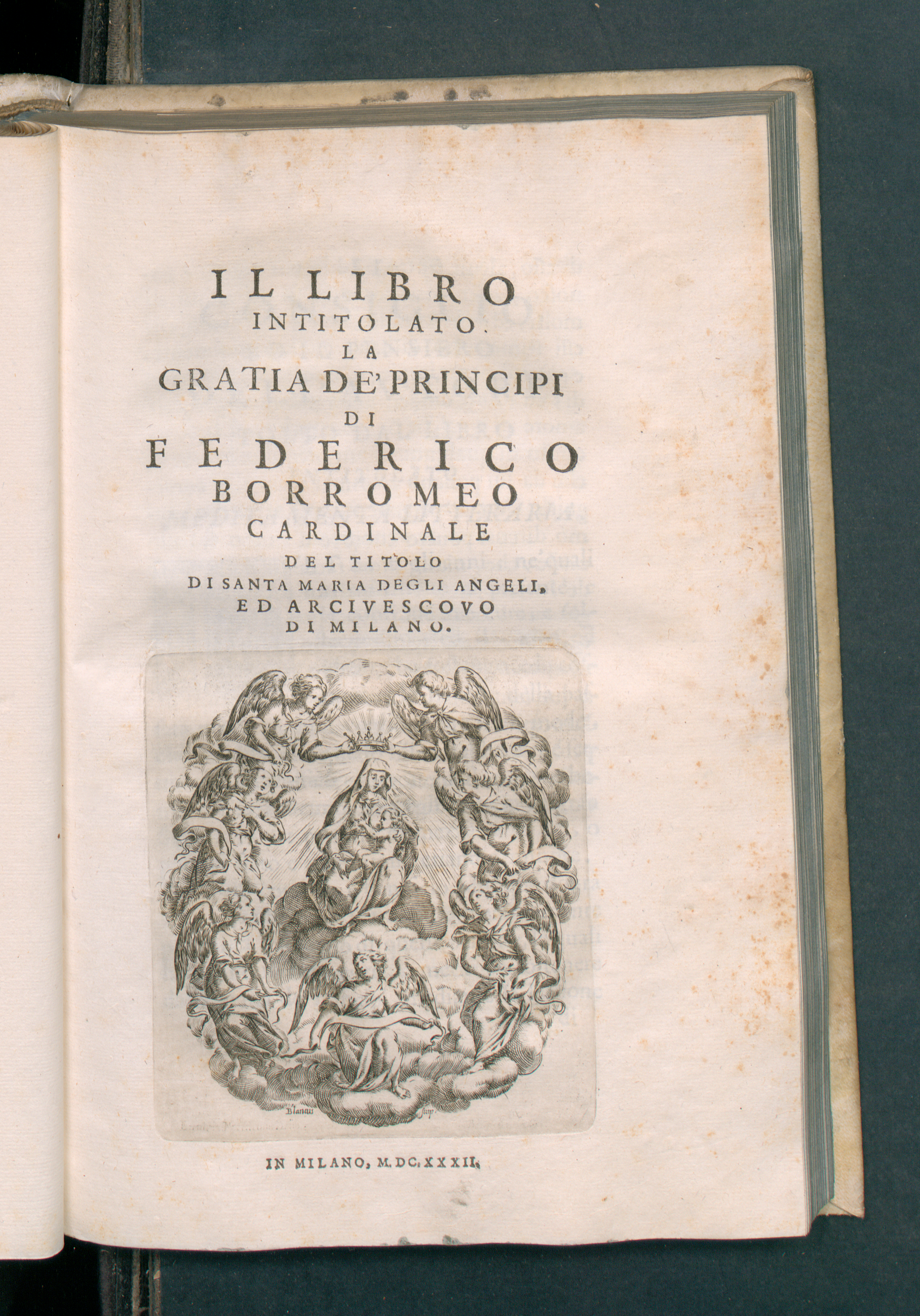
Gratia de' principi, 1632

- (la) Federico Borromeo, Archiepiscopalis fori Sanctae Mediolanensis Ecclesiae taxae, Milan, eredi Pacifico Da Ponte, 1624 (lire en ligne)
- (la) Federico Borromeo, De vita contemplativa, sive de valetudine ascetica libri duo, Milan, typographia Collegij Ambrosiani, 1630 (lire en ligne)
- (la) Federico Borromeo, De christianae mentis iucunditate libri tres, Milan, typographia Collegij Ambrosiani, 1632 (lire en ligne)
- (la) Federico Borromeo, De sacris nostrorum temporum oratoribus libri quinque, Milan, typographia Collegij Ambrosiani, 1632 (lire en ligne)
- (la) Federico Borromeo, De concionante episcopo libri tres, Milan, typographia Collegij Ambrosiani, 1632 (lire en ligne)
- Federico Borromeo, Il libro intitulato la gratia de' principi, Milan, Stamperia del Collegio Ambrosiano, 1632 (lire en ligne)
- Federico Borromeo, I tre libri delle laudi divine, Milan, Stamperia del Collegio Ambrosiano, 1632 (lire en ligne)
- (la) Federico Borromeo, Meditamenta litteraria, Milan, typographia Collegij Ambrosiani, 1633, 2e éd. (lire en ligne)
- Federico Borromeo, I tre libri della vita della venerabile madre suor Caterina Vannini sanese monaca convertita, Padoue, Giuseppe Comino, 1756, 3e éd. (lire en ligne)
- (la) Federico Borromeo, « De pictura sacra; Leges observandae in Academia quae de graphide erit; Musaem », Symbolae litterariae, Roma, ex typographio Palladis, vol. 7,‎ 1754, p. 1-139 (lire en ligne)

On trouve la liste de ses ouvrages, tant manuscrits qu’imprimés, à la fin de l’Histoire littéraire de Milan, par le P. Giuseppe Antonio Sassi.

## Sources
- Marie-Nicolas Bouillet  et Alexis Chassang (dir.), « Federico Borromeo (1564-1631) » dans Dictionnaire universel d’histoire et de géographie, 1878 (lire sur Wikisource)
- « Federico Borromeo (1564-1631) », dans Louis-Gabriel Michaud, Biographie universelle ancienne et moderne : histoire par ordre alphabétique de la vie publique et privée de tous les hommes avec la collaboration de plus de 300 savants et littérateurs français ou étrangers, 2e édition, 1843-1865 [détail de l’édition]